# (148209) 2000 CR105
2000 CR105 ist ein großes transneptunisches Objekt, das bahndynamisch als Extreme trans-Neptunian object (ETNO und EDDO) und als Scattered Disk Object (SDO) eingestuft wird. Aufgrund seiner Größe gehört der Asteroid zu den Zwergplanetenkandidaten.

## Entdeckung
2000 CR105 wurde am 6. Februar 2000 von Marc Buie im Rahmen des Deep Ecliptic Survey mit dem 4-m-Mayall-Teleskop des Kitt-Peak-Observatorium (Arizona) entdeckt. Der Planetoid erhielt später von der IAU die Kleinplaneten-Nummer 148209.
Der Beobachtungsbogen des Planetoiden beginnt mit der offiziellen Entdeckungsbeobachtung am 6. Februar 2000. Seither wurde der Planetoid durch verschiedene erdbasierte Teleskope beobachtet. Im Mai 2018 lagen insgesamt 57 Beobachtungen über einen Zeitraum von 16 Jahren vor. Die bisher letzte Beobachtung wurde im April 2015 am Kitt-Peak-Observatorium durchgeführt. (Stand 26. März 2019)

## Eigenschaften

### Umlaufbahn
2000 CR105 umkreist die Sonne in 3217,88 Jahren auf einer hochgradig elliptischen Umlaufbahn zwischen 44,17 AE und 391,74 AE Abstand zu deren Zentrum. Die Bahnexzentrizität beträgt 0,797, die Bahn ist 22,80° gegenüber der Ekliptik geneigt. Derzeit ist der Planetoid 62,13 AE von der Sonne entfernt. Das Perihel durchlief er das letzte Mal 1965, der nächste Periheldurchlauf dürfte also im Jahre 5183 erfolgen.
Aufgrund der extremen Bahnelemente zählt 2000 CR105 zu den «Extreme trans-Neptunian object» (ETNO), die sich typischerweise in drei Gruppen einteilen lassen und Halbachsen von mindestens 150 AE und Perihel über 38 AE aufweisen. Wie die 2003 aufgefundene Sedna unterscheidet sich der sonnenferne Asteroid von anderen Scattered-Disk-Objekten darin, dass sein Perihel nicht mehr innerhalb des unmittelbaren Schwerkraft-Einflusses des Planeten Neptun liegt. Dabei gehört 2000 CR105 zu den Himmelskörpern, die zu der Suche nach dem hypothetischen Planeten Neun führten. Im Falle dessen Existenz könnte 2000 CR105 von diesem Planeten gravitativ beeinflusst werden.
Sowohl Marc Buie (DES) als auch das Minor Planet Center klassifizieren den Planetoiden als SDO; letzteres führt ihn allgemein auch als Distant Object. Das Johnston’s Archive führt ihn als Extreme Detached Disk Object(EDDO) auf (auch als Extreme Detached Objects (EDO) bezeichnet), die aufgrund ihrer vergleichsweise hohen Perihele und einer hohen Bahnexzentrizität eine Untergruppe der ETNO bilden.

### Größe
Derzeit wird von einem Durchmesser von 316 km ausgegangen, basierend auf einem Rückstrahlvermögen von 4 % und einer absoluten Helligkeit von 6,6 m. Ausgehend von diesem Durchmesser ergibt sich eine Gesamtoberfläche von etwa 314.000 km². Die scheinbare Helligkeit von 2000 CR105 beträgt 24,11 m, die mittlere Oberflächentemperatur wird anhand der Sonnenentfernung auf 19 K (−254 °C) geschätzt.
Da es denkbar ist, dass sich 2000 CR105 aufgrund seiner Größe im hydrostatischen Gleichgewicht befindet und somit weitgehend rund sein könnte, erfüllt er möglicherweise die Kriterien für eine Einstufung als Zwergplanet. Mike Brown geht davon aus, dass es sich bei 2000 CR105 vielleicht um einen Zwergplaneten handelt.
2000 CR105 scheint eine bläuliche (neutrale) Färbung aufzuweisen, weswegen die Albedo als vergleichsweise tief angenommen wird.
| Jahr                                         | Abmessungen km | Quelle   |
| -------------------------------------------- | -------------- | -------- |
| 2018                                         | 243,0          | Johnston |
| 2018                                         | 316,0          | Brown    |
| Die präziseste Bestimmung ist fett markiert. |                |          |